# منشأة البكاري
منشأة البكاري، هي شياخة في حي الهرم بمحافظة الجيزة، ومدينة مصرية سابقة.

## تاريخ
اسمها مركب من اسمي قريتين: كفر غطاطي، ومنشأة البكاري (قديماً: المنشية، منشاة نهيا، ودمجت مع قرية قديمة اسمها «بني بكّار» فأصبحت منشاة البكاري)، ثم اندمجا بالاسم المركب كفر غطاطي ومنشأة البكاري.
بعد اندماج القريتين، تأسست كفر غطاطي ومنشأة البكاري كمدينة سنة 2010 طبقاً لقرار رئيس مجلس الوزراء أحمد نظيف رقم 1179 ضمن محافظة 6 أكتوبر، وعندما ألغيت المحافظة في 14 أبريل 2011 ضمت إلى محافظة الجيزة كما كانت قبل تحويلها لمدينة.
بسبب رغبة أهالي المدينة، فقد تم إلغاء الوحدة المحلية لمدينة كفر غطاطي ومنشأة البكاري وضمها كشياختين منفصلتين، لتصبح المدينة السابقة وحدتين إداريتين تابعان لـحي الهرم باسم شياخة كفر غطاطي وشياخة منشأة البكاري في 17 أبريل 2016.

## السكان
حسب التعداد السكاني التقديري بمحافظة الجيزة لعام 2015، بلغ إجمالي سكان المدينة 153,783 نسمة.